# Lista de unidades federativas do Brasil por número de advogados

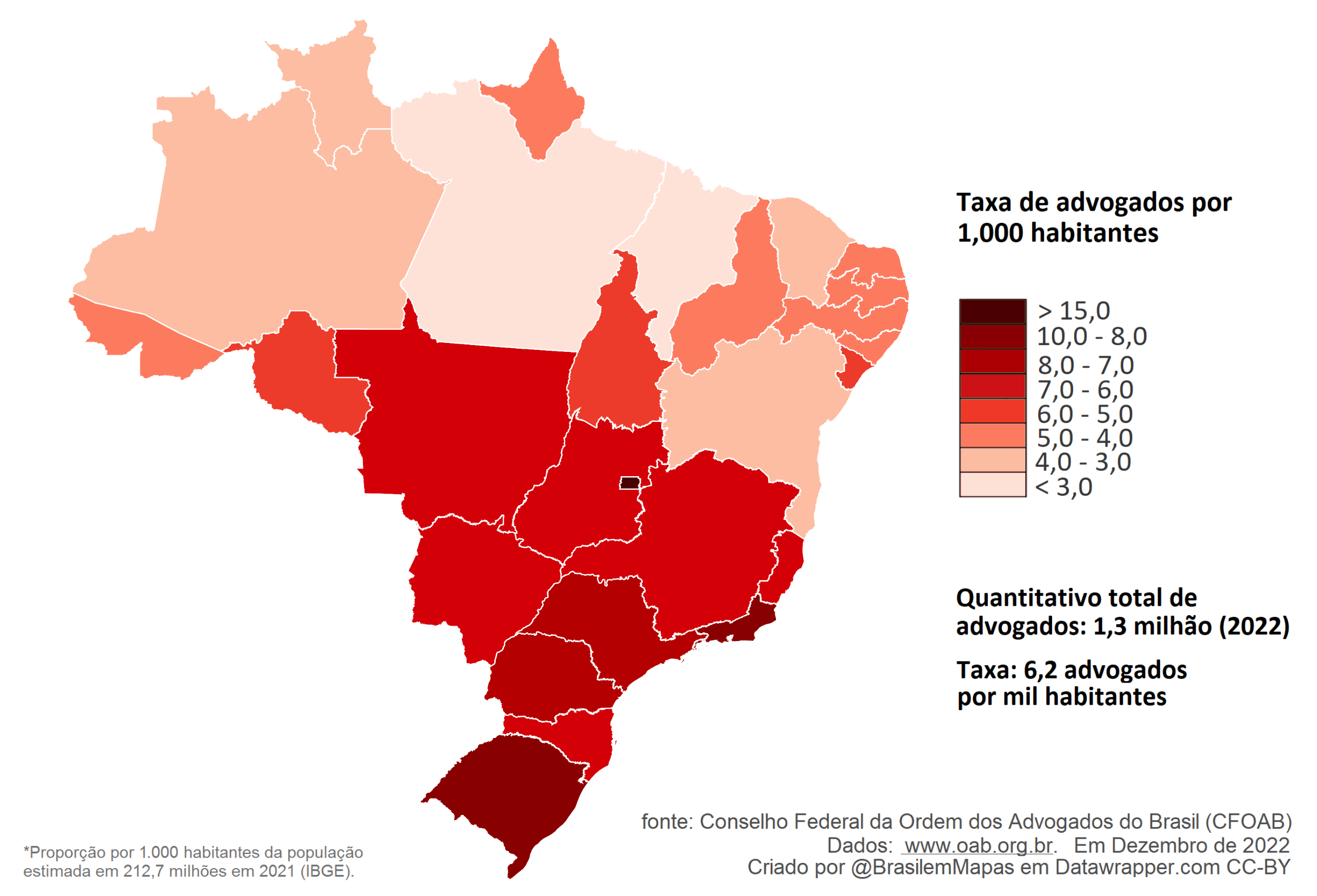
Proporção de advogados a cada 1,000 habitantes em 2022, de acordo com a Ordem dos Advogados do Brasil - (OAB)

Esta é uma lista de unidades federativas do Brasil por número de advogados a cada mil habitantes em 2022, segundo dados mais atuais do quantitativo do quadro institucional da advocacia do Conselho Federal da Ordem dos Advogados do Brasil - OAB.
O Brasil é uma república federativa formada pela união de 26 estados federados e do Distrito Federal. Segundo o Conselho Federal da Ordem dos Advogados do Brasil (CFOAB) o Brasil possui 1,3 milhão de advogados exercem regularmente a profissão entre 212,7 milhões de pessoas (IBGE). Proporcionalmente, há um advogado para 164 brasileiros residentes no país, fazendo o Brasil ser o país com a maior proporção de advogados por habitante do mundo. A cada grupo de mil pessoas, seriam 6,2 advogados por 1,000 habitantes.
A unidade federativa com a maior taxa é o Distrito Federal, cujo valor da taxa é de 15 advogados a cada mil habitantes, seguido pelo Rio de Janeiro (8,7) e Rio Grande do Sul (8,2). Já as menores taxas estão nos estados do Pará  (2,7) e Maranhão (2,8).

## Classificação por unidades federativas do Brasil
| Posição | Unidade Federativa  | Quantitativo | Advogados por 1.000 hab |
| ------- | ------------------- | ------------ | ----------------------- |
| 1       | Distrito Federal    | 47.713       | 15,42                   |
| 2       | Rio de Janeiro      | 151.873      | 8,70                    |
| 3       | Rio Grande do Sul   | 93.992       | 8,20                    |
| 4       | São Paulo           | 350.724      | 7,51                    |
| 5       | Paraná              | 82.946       | 7,15                    |
| 6       | Goiás               | 48.871       | 6,78                    |
| 7       | Santa Catarina      | 47.413       | 6,46                    |
| 8       | Mato Grosso         | 22.874       | 6,42                    |
| 9       | Minas Gerais        | 132.567      | 6,20                    |
| 10      | Espírito Santo      | 25.201       | 6,13                    |
| 11      | Mato Grosso do Sul  | 17.109       | 6,02                    |
| 12      | Rondônia            | 9.693        | 5,34                    |
| 13      | Tocantins           | 8.266        | 5,14                    |
| 14      | Sergipe             | 11.927       | 5,10                    |
| 15      | Piauí               | 16.141       | 4,90                    |
| 16      | Paraíba             | 19.844       | 4,88                    |
| 17      | Amapá               | 3.814        | 4,34                    |
| 18      | Rio Grande do Norte | 14.954       | 4,20                    |
| 19      | Acre                | 3.750        | 4,13                    |
| 20      | Pernambuco          | 39.343       | 4,06                    |
| 21      | Alagoas             | 13.525       | 4,01                    |
| 22      | Roraima             | 2.512        | 3,85                    |
| 23      | Ceará               | 35.487       | 3,84                    |
| 24      | Bahia               | 55.402       | 3,69                    |
| 25      | Amazonas            | 13.549       | 3,17                    |
| 26      | Maranhão            | 20.209       | 2,82                    |
| 27      | Pará                | 24.278       | 2,76                    |
| -       | Brasil              | 1.313.977    | 6,20                    |

### Classificação por região
| Posiç. | Regiões      | Taxa por 1,000 hab. 2022 |
| ------ | ------------ | ------------------------ |
| 1      | Centro-Oeste | 8,66                     |
| 2      | Sul          | 7,27                     |
| 3      | Sudeste      | 7,13                     |
| 4      | Norte        | 4,70                     |
| 5      | Nordeste     | 4,16                     |

## Nota
*Para este artigo foi utilizado a métrica em unidades por 1,000 habitantes por ano. Este artigo deve ser atualizado quando os dados anuais do Conselho Federal da Ordem dos Advogados do Brasil (CFOAB) forem divulgados. Última atualização dezembro de 2022.